# Walter Sutton
Walter Stanborough Sutton (* 5 de abril de 1877 - 10 de noviembre de 1916) fue un médico y genetista estadounidense cuya contribución más significativa a la biología fue su teoría de que las leyes mendelianas de la herencia podían ser aplicadas a los cromosomas a nivel celular.

## Los primeros años
Sutton nació en Útica, Nueva York, y fue criado en una granja en Russell, Kansas. Fue el quinto hijo de Judge William B. Sutton y su esposa, Agnes Black Sutton. En la granja, Sutton demostró una gran aptitud en el mantenimiento y reparación del equipo mecánico, una aptitud que le fue muy útil posteriormente cuando trabajaba en pozos de extracción de petróleo y con instrumentación médica.

## Universidad de Kansas
Después de realizar el bachillerato en Russell, se matriculó en ingeniería en la Universidad de Kansas. Tras la muerte de su hermano menor John de tifus en 1897, Sutton dejó la ingeniería por la biología, con interés en medicina. Mientras estaba en la Universidad de Kansas, tanto él como su hermano mayor, William, jugaban al baloncesto para Dr. James Naismith, el inventor de dicho juego. Sutton se distinguió como estudiante siendo elegido tanto en Phi Beta Kappa como en Sigma Xi, y consiguió tanto el grado de Bachelor como el Master en 1901. Como tesis de su papilla, estudió la espermatogénesis de Brachystola magna, un gran saltamontes originario de las tierras donde Sutton creció.

## Universidad de Columbia
De acuerdo con los consejos de su mentor en KU, el Dr. C. E. McClung, Sutton se trasladó a la Universidad de Columbia para continuar con sus estudios de zoología en el laboratorio del Dr. Edmund B. Wilson. Fue allí donde Sutton escribió sus dos trabajos significativos en genética: On the morphology .] group in Brachystola magna (Sobre la morfología del grupo cromosómico de Brachystola magna) y The chromosomes in heredity (Los cromosomas en la herencia).
Fue el primer científico que probó las Leyes Mendelianas de segregación y clasificación independiente con el uso de cromosomas de lagartija. En 1902, Sutton sugirió que The association of paternal and maternal chromosomes in pairs and their subsequent separation during the reduction division ... may constitute the physical basis of the Mendelian law of heredity (La asociación de cromosomas paternos y maternos en pares y su separación subsecuente durante la división de reducción... Puede constituir la base física de las leyes mendelianas de la herencia). 
El biólogo alemán Theodor Boveri alcanzó de forma independiente las mismas conclusiones que Sutton, y sus ideas se conocen hoy con el nombre de la teoría cromosómica de Sutton y Boveri. Las hipótesis de Sutton fueron ampliamente aceptadas por los citólogos de su época. El trabajo posterior de Thomas Hunt Morgan basados en sus estudios sobre Drosophila melanogaster en Columbia consiguió que la teoría fuera aceptada universalmente en 1915, aunque William Bateson continuó cuestionándola hasta 1921. 
Sutton no completó su PhD en Zoología como pensaba inicialmente. A los 26 años, volvió a Kansas, a los campos de extracción de petróleo, por 2 años. Allí perfeccionó una máquina para arrancar grandes motores con gas en alta presión, y desarrolló aparatos elevadores para pozos profundos. Las aptitudes mecánicas de Sutton nunca le abandonaron. Finalmente su padre consiguió convencerle para que volviera a sus estudios de medicina, de manera que retornó a la Universidad de Columbia en 1905. 
Los estudios médicos de Sutton continuaron en la Facultad de Medicina y Cirugía de Columbia. Mientras continuaba trabajando en patentes asociadas con extracción de petróleo, Sutton comenzó durante esta época a aplicar sus aptitudes mecánicas a mejorar la instrumentación médica. Terminó sus estudios de graduación con honores, tanto por la Universidad de Kansas como por la de Columbia, obteniendo un doctorado en medicina en 1907 con alta calificación. Comenzó entonces un internado en el Roosevelt Hospital en Nueva York trabajando en la unidad de cirugía dirigida por el Dr. Joseph Blake.

## Carrera
Sutton además de realizar sus obligaciones clínicas en el Roosevelt Hospital, Sutton fue capaz de trabajar con el Laboratorio de Investigación de Cirugía en la Facultad de Medicina y Cirugía. Con ese apoyo, comenzó a desarrollar y mejorar una variedad de prácticas médicas y de cirugía, incluyendo la mejora de técnicas de anestesia y perfeccionando la irrigación abdominal. 
En 1909, Sutton volvió a Kansas City, Kansas, donde su familia se había mudado y su padre y su hermano trabajaban como abogados. Sutton fue nombrado profesor asistente de cirugía en la Facultad de Medicina de la Universidad de Kansas, que se había iniciado cuatro años antes. La poca carga de trabajo en la joven Facultad le permitió mantener una clínica privada y trabajar en el St. Margaret’s Hospital además de en el hospital de la Universidad de Kansas, el Bell Memorial Hospital. Durante seis años, Sutton realizó una amplia variedad de operaciones de cirugía, documentando cuidadosamente los protocolos. Publicó algunos artículos relacionados con estos casos, desde su internado en Roosevelt.
En 1911, aceptó una comisión como Primer Teniente en el Cuerpo Médico de Reserva del Ejército de los Estados Unidos. Esto le obligó a ausentarse de la Universidad en febrero de 1915 para servir en el American Ambulance Hospital a las afueras de Paris, en Francia. Sutton y otros de su época de Columbia y Roosevelt llegaron al College of Juilly el 23 de febrero donde las instalaciones del hospital se habían organizado a sólo 40 millas de la lína del frente de la Primera Guerra Mundial. En dos meses, era cirujano jefe, realizando tareas administrativas además de sus responsabilidades como cirujano. Sus aptitudes inventoras fueron más apreciadas que nunca, ya que desarrolló técnicas flouroscópicas para identificar y localizar metralla en el cuerpo de los soldados, y eliminar los cuerpos extraños con instrumentación que él mismo diseñó. Después de su vuelta, documentó estas técnicas en el Binnie’s Manual of Operative Surgery. La vuelta en barco de Sutton desde Francia tuvo lugar en junio de 1915, después de permanecer sólo cuatro meses, pero habiendo realizado una importante contribución a los tratamientos médicos en tiempo de guerra. 
El Dr. Sutton murió de forma inesperada a la edad de 39 años, debido a complicaciones de una apendicitis aguda.